# (4923) Clarke
(4923) Clarke est un astéroïde de la ceinture principale. Il a été ainsi baptisé en hommage à Arthur C. Clarke (1917-2008), écrivain de science-fiction.
De son propre aveu, l'auteur aurait aimé se voir attribuer l'astéroïde portant le numéro 2001, en référence à son œuvre majeure, mais celui-ci était déjà attribué à Albert Einstein.